# Stenodynerus ameghinoi
Stenodynerus ameghinoi är en stekelart som beskrevs av Brethes 1903. Stenodynerus ameghinoi ingår i släktet smalgetingar, och familjen Eumenidae. Inga underarter finns listade i Catalogue of Life.